# Diamonds Are Trumps
Diamonds Are Trumps è un cortometraggio muto del 1916 diretto da William Robert Daly. Prodotto dalla Selig, aveva come interpreti Fritzi Brunette, Earle Foxe, Edward J. Peil.

## Trama
Il detective Tom Roach cerca di incastrare Ludwig Roth, un abile truffatore, che sebbene sospettato di contrabbandare diamanti attraverso il confine, non viene mai scoperto. Kitty Randolph, la ragazza di Tom, venendo a sapere che l'investigatore non è riuscito a trovare alcuna prova contro il malvivente, decide di aiutarlo. Convinto suo padre ad accompagnarla oltre confine, fa innamorare di sé Roth che le chiede di portare con sé alcuni preziosi diamanti che lui ha rubato a sua zia. Dopo averli nascosti in un ottavino, passa senza problemi la dogana. A casa, Roth le chiede di riavere i gioielli, ma lei glieli nega. Ne nasce un alterco in cui interviene anche Tom che, dopo una lotta con il criminale, riesce finalmente a prenderlo. Si dimostra così come può trionfare l'inventiva di una donna.

## Produzione
Il film fu prodotto dalla Selig Polyscope Company.

## Distribuzione
Distribuito dalla General Film Company, il film - un cortometraggio in tre bobine - uscì nelle sale cinematografiche statunitensi il 31 gennaio 1916.